# Cimbrishamns Tegelbruks AB
Cimbrishamns Tegelbruks AB är ett tegelbruk utanför Simrishamn som startades okänt år. Blev aktiebolag år 1899 med Nils Alfred Ehrnberg som styrelseordförande. År 1917 tillverkades 3 727 650 murtegel, 281 000 taktegel och 443 040 tegelrör. År 1957 tillverkade tegelbruket gul och röd fasadtegel, som kunde fås med obehandlad eller sandad eller räfflad eller knottrig eller borstad framsida. Tegelbruket tillverkade även dräneringsrör och falsat taktegel.